# Organización Internacional de Teletones
La Organización Internacional de Teletones es una asociación de entidades fundada en 1998, a partir del éxito de los eventos Teletón en diversos países de Iberoamérica y el Caribe. Es presidida actualmente por el empresario peruano Martín Fariña.
Su objetivo es la coordinación y promoción de planes, programas y acciones destinadas a contribuir al mejoramiento de las condiciones de vida de las personas con discapacidad, como así también, el intercambio de experiencias, conocimientos y programas de capacitación entre las distintas entidades.
En la actualidad, Oritel está integrada por doce países, que suman 500 millones de habitantes. Según la OMS, el 10 % de esta población presenta alguna discapacidad, y de ese porcentaje, el 7 % tendría alguna discapacidad de origen físico.
Los países miembros de Oritel son Chile, Puerto Rico, Paraguay, Perú, Uruguay, Nicaragua, México, Honduras, El Salvador, Guatemala, Colombia y Estados Unidos.
Oritel brinda a sus países miembros servicios y apoyos, muchos de los cuales está vinculados al campo de la Gestión del Conocimiento.
Entre los principales servicios se destacan:
- Participación en programas anuales de capacitación en diversas especialidades relacionadas con la rehabilitación e inclusión de los niños con discapacidad, mediante un régimen de becas.
- Participación en Congresos Internacionales Oritel, que son moderados por prestigiosos expositores y especialistas de las tres Américas y de Europa.
- Participación en Cumbres Médicas Oritel, donde se establecen acuerdos y vías de cooperación orientadas a consolidar el crecimiento homogéneo de la Red Médica , tanto en materia de conocimiento compartido y como de actualización científica.

En el plano corporativo, Oritel concretó en 2012 una fuerte alianza con la Organización de Estados Americanos (OEA). La alianza se cimentó con la firma de un acuerdo macro que permitió desarrollar una campaña continental de inclusión de las personas con discapacidad. El acuerdo estipula emprender gradualmente otras acciones conjuntas dirigidas a lograr la efectiva inclusión de las personas con discapacidad en los distintos ámbitos de la vida de las sociedades en la región, como ser la educación.

## Historia
Producto del éxito de la Teletón chilena, el presentador de televisión chileno Don Francisco promovió la idea de organizar eventos similares en otros países de Latinoamérica. La experiencia chilena al respecto y el interés presentado por otras organizaciones en el continente americano permitieron dar vida a Oritel en 1998.
A fines de octubre de 2005, los representantes de Chile, Brasil y México —como países fundadores de la organización—, firmaron ante la Organización de Estados Americanos (OEA) los estatutos constitutivos de Oritel, comenzando una nueva etapa en la historia de esta organización. La ceremonia tuvo como “testigo de honor” al secretario general de dicha organización, José Miguel Insulza. 
Inicialmente el objetivo de Oritel era apoyar a los países organizadores de teletones en cuanto a la organización y desarrollo de institutos de rehabilitación. Sin embargo, el paso del tiempo permitió que Oritel coordine el intercambio de conocimientos y experiencias médicas en el campo de la rehabilitación.
El 5 de noviembre de 2022 Don Francisco anunció que dejaría de pertenecer al equipo de trabajo activo de la Teletón Chile para dejar paso a las nuevas generaciones, pero que mientras su vida se lo permita estará junto a la fundación acompañando a la misma.

## Directorio
La Presidencia de la Organización Internacional de Teletones Oritel es ocupada —desde su creación y de común acuerdo entre sus fundadores— por el chileno Mario Kreutzberger, como un reconocimiento a su labor social en torno a la rehabilitación infantil. Por su parte, los estatutos de Oritel indican que la vicepresidencia y la secretaría general de la organización son cargos que tienen duración de dos años. 
El actual Consejo Directivo de ORITEL está compuesto de la siguiente forma:
- Presidente: Edwin Rivas (Teletón Perú)
- Vicepresidente: Dr. Ignacio Zapata (Teletón Colombia)

Otros miembros en el Consejo Directivo:
- Representante: Fernando Landeros (Teletón México)
- Representante: Ximena Casarejos (Teletón Chile)
- Representante: Nilda Morales (Teletón Puerto Rico)

Mario Kreutzberger posee el título honorífico de Presidente Fundador de ORITEL, como un reconocimiento a su labor social en torno a la rehabilitación infantil.

## Miembros
Los países miembros de Oritel son:
| País           | Organización                                        | Año creación |
| -------------- | --------------------------------------------------- | ------------ |
| Chile          | Teletón Chile                                       | 1978         |
| Colombia       | Teletón Colombia                                    | 1980         |
| Ecuador        | Teletón Ecuador                                     | 1984         |
| Perú           | Teletón Perú                                        | 1981         |
| Panamá         | Teletón Panamá                                      | 1981         |
| El Salvador    | Teletón El Salvador                                 | 1982         |
| Paraguay       | Teletón Paraguay                                    | 1982         |
| Honduras       | Teletón Honduras                                    | 1987         |
| México         | Teletón México                                      | 1997         |
| Brasil         | Associação de Assistência a Criança Defiente (AACD) | 1998         |
| Nicaragua      | Teletón Nicaragua                                   | 2001         |
| Uruguay        | Teletón Uruguay                                     | 2003         |
| Estados Unidos | Teletón USA                                         | 2012         |
| Puerto Rico    | Teletón Puerto Rico                                 | 2012         |

Nota: Se considera el año en que cada país realizó su primera campaña.

### Países en observación
| País      | Organización                | Año de creación |
| --------- | --------------------------- | --------------- |
| Japón     | 24時間テレビ 愛は地球を救う | 1979            |
| Canadá    | Teletón Canadá              | 1981            |
| Francia   | Teletón Francia             | 1987            |
| Italia    | Teletón Italia              | 1990            |
| Bolivia   | Telemaratón (ATB)           | 1990            |
| Rusia     | Tele тонну Россия           | 1991            |
| Alemania  | Teleton Deutschland         | 1999            |
| Argentina | Teletón Argentina           | 2019            |

### Antiguos miembros
| País      | Organización                                               | Año creación |
| --------- | ---------------------------------------------------------- | ------------ |
| Venezuela | Telecorazón                                                | 2000-2013    |
| Guatemala | Teletón Guatemala (A beneficio de los niños del FUNDABIEM) | 1986-2023    |